# Juan Giménez Martín

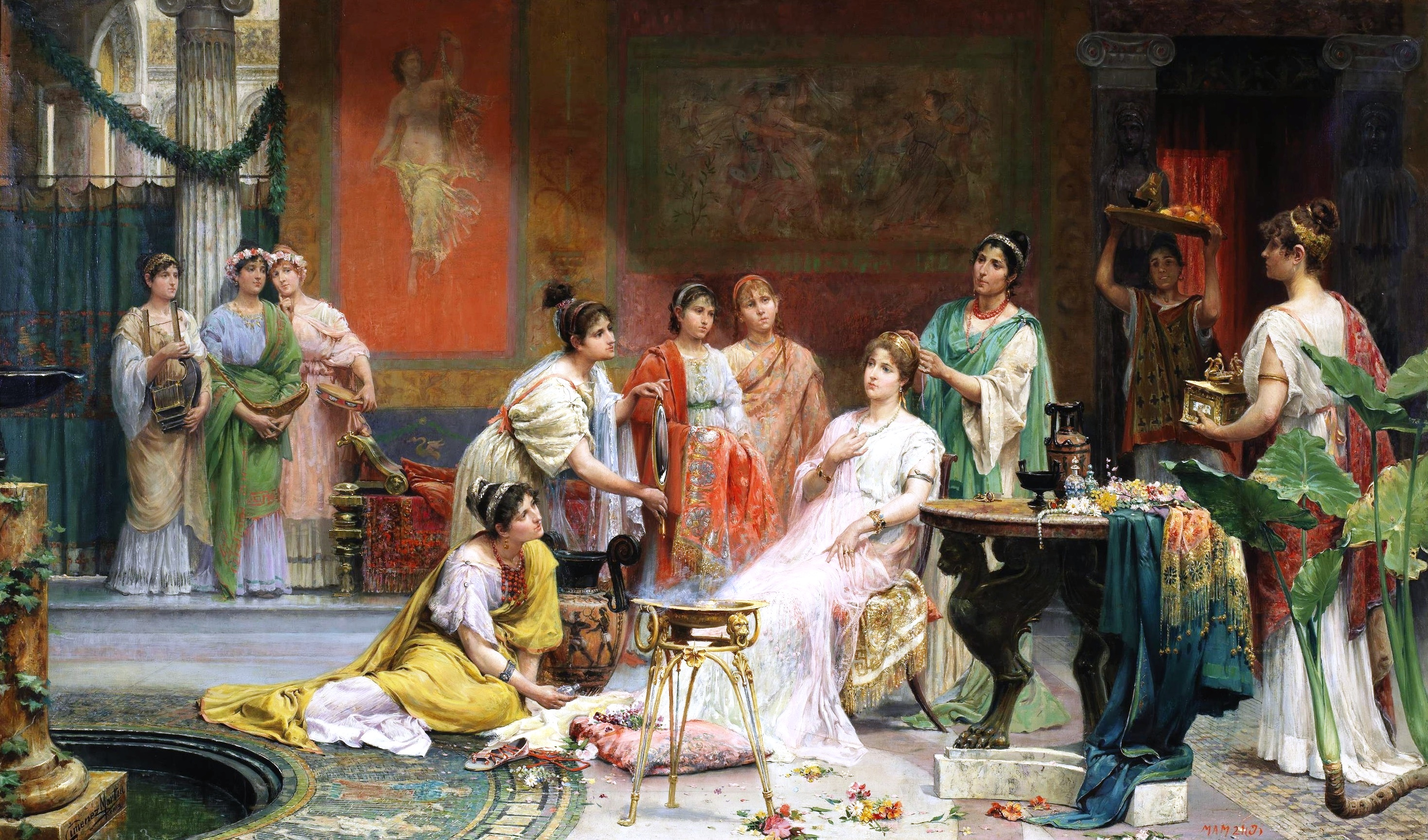
Tocador de una matrona romana.

Juan Giménez Martín o Juan Jiménez Martín (Adanero, Ávila, 1855-Madrid, 1901) fue pintor español.

## Biografía
Giménez Martín nació en 1855 en Adanero (Ávila) Estudió en la Real Academia de Bellas Artes de San Fernando de Madrid donde fue discípulo de Federico de Madrazo, Carlos Luis de Ribera y Carlos de Haes. En 1881, solicita una pensión a la Diputación de Ávila. Se establece en Roma disfrutando de una beca desde 1882 a 1886, formando parte de la Academia Española de Bellas Artes de Roma. Allí realiza una obra preciosista de influencia fortuniana (Mariano Fortuny) y orientalista. Durante su estancia en Italia visita Florencia, Nápoles y Venecia en donde se dedicará a la pintura de paisaje.
A su regreso de Roma envía a la Diputación de Ávila, como trabajo de becario, el cuadro doña Jimena Blázquez.
Establecido en España, concurre a las Exposiciones Nacionales de Bellas Artes: 
- En 1876, con su obra "Estudio del Natural".
- En 1878, con su obra "Señora socorriendo a su hijo en la playa".
- En 1881, con su obra "La presentación de Rinconete y Cortadillo a Manipondio".
- En 1895, recibió la Mención Honorífica con su obra "Tocador de una dama romana", óleo sobre lienzo, (0,85 x 1,46), celebrada en el Palacio de las Artes e Industrias de Madrid. Se puede observar en el Congreso de los Diputados de Madrid, cedido en 1904 por el Museo de Arte Moderno.
- Menciones de Honoríficas en 1897 y 1899 respectivamente.
- En 1901, recibió la Tercera Medalla con su obra "Interior de La Catedral de Ávila", óleo sobre lienzo (1,04 x 1,40).

Otras obras de este autor de gran interés son: En la huerta, Baile de máscaras, y Dama leyendo una carta. 
Murió en Madrid en 1901.